# スクリーンタイム
スクリーンタイムは、Appleが開発する、使用時間の確認や機能の制限、ペアレンタルコントロールの管理を行う機能である。iOS 12から搭載され、macOS Catalinaからペアレンタルコントロールの後継として搭載された。

## 概要
iOS 12から搭載された、使用時間の確認や保護者による使用時間の制限などが行える機能である。

## 機能の重要性
過度のスクリーン利用が健康に悪影響を及ぼす可能性は、複数の学術的証拠から示唆されている。